# 사가현
사가현(일본어: 佐賀県)은 일본 규슈 북부에 있는 현이다. 규슈에서 가장 작은 현이며 현청 소재지는 사가시이다. 가라쓰, 이마리, 아리타 등은 예로부터 도자기의 산지로 유명하며 겐카이나다와 아리아케해 두 바다에 접하며 율령국과 히젠국의 동부에 속했다. 메이지 시대에 부현으로 성립할 때 사가현과 나가사키현 2현으로 분립하였다. 규슈 지방 안에서는 가장 면적이 작고 경제 규모가 작은 현인 한편, 인구 밀도는 일본에서 16번째로 높다.

## 지리
사가현은 일본 내에서 서북부(서일본) 혹은 남부(남일본)으로 분류되며 규슈 안에서는 북부(북부규슈) 또는 서부(서규슈)로 분류된다. 인구·면적 모두 규슈 7현 중에서는 가장 적고, 또 인구·면적 모두 전체 도도부현 중 42번째이다. 그러나 인구밀도는 전체 도부현 중 16번째로 중위에 있고 규슈에서도 3번째로 높다. 가라쓰시를 중심으로 한 북부(북서부)와 사가시를 중심으로 한 남부(남동부)로 나누는 2개 구분이 가장 자주 이용된다.
현 이름의 인지도 조사에서는 2002년의 조사 결과에서는(초등학교 4학년~초등학교 6학년 대상) 44위, 2004년(2004년)의 조사결과에서는(중학생 대상) 30위였다.
사가현의 형태는 凹凸이 있는 역삼각형에 가깝다. 북서부는 리아스식 해안의 해변, 겐카이나다, 남부는 갯벌 간척지로 해안의 모습이 전혀 다른 두 바다를 접하고 있다. 아리아케해 연안에서 지쿠고강가에는 현 면적의 3할을 차지한다. 사가해안이 펼쳐져 겐카이나다에서 사가평야 서부까지는 기시마 구릉 지대이다. 북동부는 세후리산지, 남서부는 다라봉의 1,000m급의 산지가 있어 구릉 지대를 끼고 있다. 경지가 현 면적의 39%에 달해 일본 평균의 2배로 높은 비율인 반면, 산림 및 황무지는 동49%로 국내 평균의 70%에 그치고 있다.
현 북동부를 동서로 이루어지는 세후리산지는 가라쓰시 하마타마정에서 도스시까지 그 능선이 후쿠오카현과의 현경이 되고 있다. 도스시에서 산맥은 끊어지지만, 그 연장선에는 후쿠오카현의 미노산지가 뻗어 있다. 도스시·기야마정은 인접하는 구루메시와 함께 산지의 사이에 있으여, 북쪽의 후쿠오카 평야와 남쪽의 지쿠시 평야를 잇는 도로망·철도망의 분기점이 되고 있다. 교통의 요충지이자 공업 지역으로 후쿠오카 도시권의 베드타운이기도 하기 때문에 주택 개발이 진행되고 있어 인구감소가 계속되는 현내에서는 예외적으로 인구 증가율이 높다. 후쿠오카, 사가 양현에 퍼지는 치쿠시 평야를 중심으로 아리아케해와 지쿠고강을 둘러싸는 치쿠고 사가 에리어의 인구는 100만 명을 넘어 역내의 총생산은 기타큐슈 도시권에 버금가는 규모이다. 산지는 평야부의 북쪽에 펼쳐져 있고, 현 중앙부에 위치하는 톈산까지 이어져 있다.
세후리 산지의 남쪽 기슭은 완만한 고세이 대지로부터 가늘고 긴 구릉 지대이고 그보다 남쪽으로는 폭이 넓은 평탄한 충적 평야과 사가 평야가 동서로 펼쳐져 있고 현의 동부에서 중앙부를 차지한다. 사가 평야는 지쿠시 평야의 서쪽 절반을 가리키는 별명으로, 예로부터 곡류 생산이 많은 곡창 지대이다.
쓰쿠시평야의 중앙을 종단하고 있는 지쿠고강과 후쿠오카현 지쿠고 지방의 쓰쿠시평야와의 경계에 있으며 쓰쿠시평야의 대부분을 차지한다. 평탄한 저지대가 내륙까지 확장되고 크고 작은 하천이 흐르기 때문에 20세기 중반까지 홍수 피해가 빈발하였으나 치수가 진행되면서 현재는 피해가 크게 줄었다. 사가 평야의 남쪽에는 아리아케해가 있어 멀리 얕은 갯벌이 펼쳐져 갯벌의 독특한 생물상을 볼 수 있다. 연안에는 에도 시대 이후의 간척으로 조성된 지역이 분포하고 있다. 현내의 간척 면적은 에도 시대부터 누계 100km2 전후에 이르고 있어 사가 평야의 10%, 현 면적의 4% 정도에 이른다.
북서부는 동해와 중국해의 접속 수역인 겐카이나다에 접한다. 바다로 돌출한 히가시마쓰우라반도(東松浦半島)에서 다라다케(多良岳)에 걸친 현 서부는 용암 대지와 완만한 구릉지에 의해 구성되어 있으며 온난하고 부분적으로 조엽수림도 분포한다. 리아스식 해안으로 반도나 낙도가 점재, 가라쓰만이나 이마리만에는 모래사장이 분포한다. 이 일대 해안가는 겐카이 국립공원으로 지정되어 가라쓰성과 요부코 등의 관광지가 있다.
겐카이나다 연안 하구 저지대보다 남쪽, 현 남서부에는 기시마 구릉이 펼쳐져 나가사키현과 경계를 이루는 다라봉산계로 이어지며 기시마 구릉에는 요시노야층과 사세보층 (올리고세 후기 교단층)이 있어 원래 석탄 채굴이 번성했으나 지금은 흔적만이 남아 있다. 폐광으로 인해 급속한 지역 쇠퇴와 인구 감소를 경험했다. 아리타 이즈미야마에서 도석이 채취되면서 창시된 이마리야키는 현을 대표하는 브랜드이다.다케오 온천이나 우레시노 온천 같은 온천마을도 곳곳에 있다.
현 남부의 다라다케가 휴화산인 것을 제외하면 현내에 화산은 없다. 그렇지만 다수의 온천이 입지하여 관광지가 되고 있다. 일반적인 태풍의 진로에 가깝기 때문에 태풍과 홍수 피해는 잦은 편이다.

### 기후
사가현은 일본 내에서 기후가 온난한 편에 속한다. 산지와 평야가 혼재하기 때문에 현내의 기후는 크게 3개로 나뉜다.
- 사가시를 중심으로 한 남부의 평야부

여름에는 강수량이 많으며 겨울에는 적다. 연간을 통해도 강수량 1800mm 정도이다. 기온은 분지에 가까운 경향으로 일교차가 크다. 여름은 최고기온이 35℃를 넘기도 한다. 해발이 낮기 때문에 홍수 피해가 많으며 내륙이기 때문에 늦가을과 겨울에는 건조하다.
- 가라쓰시 등의 북부의 겐카이나다 연안

여름과 겨울 모두 강수량 및 강설량이 많다. 해양성 기후를 나타내며 일교차가 적어서 여름의 최고기온이 35도를 넘는 경우가 거의 없다.
- 우레시노시 등의 산간부

연간 강수량 약 2400 mm로 전체적으로 강수량은 많으며 특히 여름에 많다. 일교차와 연교차가 모두 크며 겨울에는 특히 추워서 눈이나 서리가 내리는 날이 많다.

## 역사

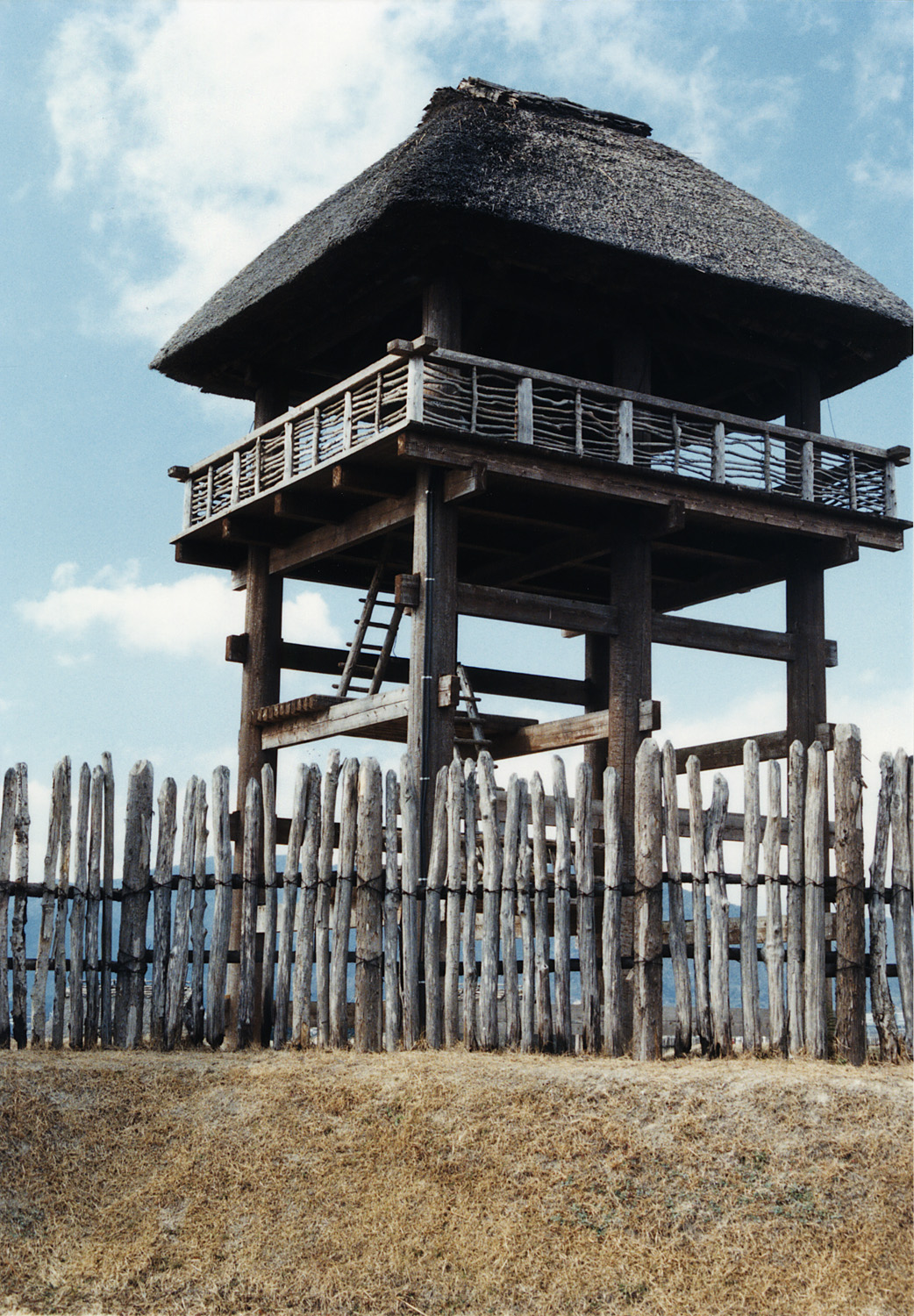
요시노가리의 야요이 시대 유적

고대에 사가현과 나가사키현으로 이루어진 지역은 히젠국으로 불렸다. 현재의 이름은 메이지 유신 이후 이어진 것이다. 고대에 벼농사 문화로 번영하였고 가라쓰시의 나바타케 유적과 요시노가리정의 요시노가리 유적에서 그 흔적을 볼 수 있다.
가마쿠라 시대부터 무로마치 시대까지 100여개의 가문이 존재했다고 여겨진다. 또한 이때 겐카이나다를 따라 마쓰라토라 불리는 사무라이 씨족이 커다란 영향력을 행사하였다. 센고쿠 시대에 들어서면서 류조지 씨는 히젠 국과 지쿠고국 및 히고국과 지쿠젠국의 일부까지 지배력을 확장하였다. 다이묘 류조지 다카노부가 사망한 후에 나베시마 나오시게가 정치적인 지배권을 확보하였고 1607년에 류조지 씨의 모든 영지는 나베시마 씨가 지배하게 되었다.
에도 시대에 사가번은 3개의 지번인 하스노이케번, 오기번, 가시마번을 포함하고 있었다. 또한 현재의 사가현 영내에는 가라쓰번과 쓰시마 후추번의 영토가 있었다. 사가번과 그 지번들은 계속해서 나베시마 씨가 통치하였고 정치적으로 비교적 안정되어 있었다. 그러나 나가사키의 방어 비용이 증가하면서 어려움이 시작되었고 교호의 대기근으로 재정 상황이 악화되었으며 1828년에는 태풍이 내습하였다. 그럼에도 불구하고 사가번은 광대한 아리아케해의 매립지 덕분에 1840년대에 200년 전의 두 배에 이르는 67만 석으로 증가하였다.
19세기 중반에 나베시마 나오마사는 영지의 재정을 건전하게 하기 위해 관리의 수를 줄이고 이마리 도자기, 녹차, 석탄과 같은 지역 산업을 장려하였다. 또한 국제항인 나가사키항과 근접한 덕분에 해외로부터 반사로와 증기 기관차와 같은 신기술을 도입하였다. 보신 전쟁 이후 사가번의 많은 사람들이 메이지 유신에 협조하였다. 메이지 시대에 철도의 부설과 함께 기시마군과 히가시마쓰우라군의 탄광이 현대화되었다.

## 지역
현재 사가현 내에는 10시 6군 10정이 있으며 아울러 20개의 정이 있다. 2004년 12월 시점에서는 7시 8군 38정 4촌 합계 49정촌이었지만, 시정촌 합병에 의해 마지막 합병이 이루어진 2007년 10월 1일에 현재의 수가 되어 시정촌 수는 절반 이하로 감소하였다.
덧붙여 2006년 3월 20일에 세후리촌이 간자키시가 된 것을 마지막으로, 사가현 내의 촌은 모두 소멸했다. 사가현에서는 에호쿠정이 「정」이라고 하고 있는 것 외에는 「정」은 모두 「초」라고 읽는다.

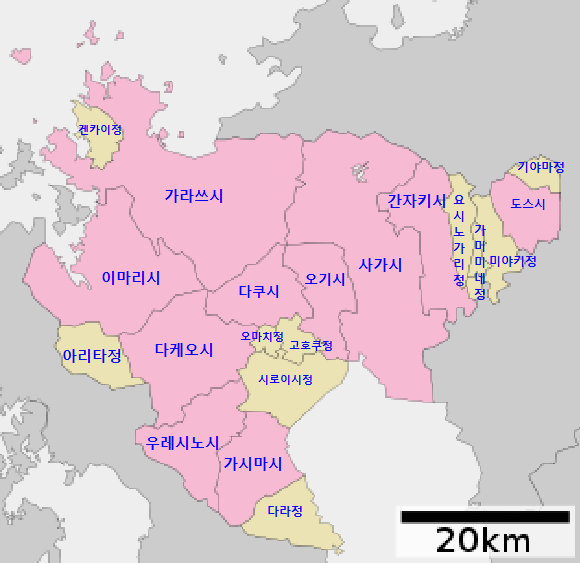
사가현의 지도

| 시정촌 코드 | 시정촌       | 군               | 면적(km2) |   | 인구(명) | 인구밀도 |
| ----------- | ------------ | ---------------- | --------- | - | -------- | -------- |
| 41201       | 사가시       | -                | 431.84    | ※ | 227,018  | 526      |
| 41202       | 가라쓰시     | -                | 487.59    |   | 110,396  | 226      |
| 41203       | 도스시       | -                | 71.72     |   | 74,442   | 1,038    |
| 41204       | 다쿠시       | -                | 96.96     | ※ | 16,987   | 187      |
| 41205       | 이마리시     | -                | 255.25    |   | 49,868   | 195      |
| 41206       | 다케오시     | -                | 195.40    | ※ | 45,982   | 235      |
| 41207       | 가시마시     | -                | 112.12    |   | 26,299   | 235      |
| 41208       | 오기시       | -                | 95.81     |   | 42,879   | 448      |
| 41209       | 우레시노시   | -                | 126.41    |   | 24,451   | 193      |
| 41210       | 간자키시     | -                | 125.13    | ※ | 29,755   | 238      |
| 41327       | 요시노가리정 | 간자키군         | 43.99     |   | 16,224   | 369      |
| 41341       | 기야마정     | 미야키군         | 22.15     |   | 17,446   | 788      |
| 41345       | 가미미네정   | 미야키군         | 12.80     | ※ | 9,567    | 747      |
| 41346       | 미야키정     | 미야키군         | 51.92     | ※ | 25,492   | 491      |
| 41387       | 겐카이정     | 히가시마쓰우라군 | 35.92     |   | 4,941    | 138      |
| 41401       | 아리타정     | 니시마쓰우라군   | 65.85     |   | 17,853   | 271      |
| 41423       | 오마치정     | 기시마군         | 11.50     |   | 5,848    | 509      |
| 41424       | 고호쿠정     | 기시마군         | 24.49     | ※ | 9,448    | 386      |
| 41425       | 시로이시정   | 기시마군         | 99.56     |   | 20,433   | 205      |
| 41441       | 후지쓰군     | 다라정           | 74.30     |   | 7,345    | 99       |

면적은 2014년 10월 1일 시점의 국토지리원 「전국 도도부현 시구정촌별 면적조」에 의한다. 덧붙여 ※는 경계 미정이 있는 시초이며 인구는 2025년 4월 1일 시점에서 추계인구이다.

### 시
- 사가시(佐賀市) - 현청 소재지
- 가라쓰시(唐津市)
- 도스시(鳥栖市)
- 이마리시(伊万里市)
- 다케오시(武雄市)
- 가시마시(鹿島市)
- 다쿠시(多久市)
- 오기시(小城市)
- 우레시노시(嬉野市)
- 간자키시(神埼市)

### 군
- 간자키군(神埼郡)
  - 요시노가리정(吉野ヶ里町)
- 미야키군(三養基郡)
  - 기야마정(基山町) - 가미미네정(上峰町) - 미야키정(みやき町)
- 히가시마쓰우라군(東松浦郡)
  - 겐카이정(玄海町)
- 니시마쓰우라군(西松浦郡)
  - 아리타정(有田町)
- 기시마군(杵島郡)
  - 오마치정(大町町) - 고호쿠정(江北町) - 시로이시정(白石町)
- 후지쓰군(藤津郡)
  - 다라정(太良町)

## 경제
농업, 임업, 연안 어업이 현 경제의 많은 부분을 차지하고 있으며 지역 특산품으로 소고기, 양파, 딸기가 있다. 사가현은 일본에서 모치고메(찹쌀)와 귤의 생산량이 제일 많은 곳이다. 2002년 통계에 따르면 지역의 수출은 북아메리카(29.3%), 서유럽(26.1%)과 신흥 공업국인 한국, 대만, 홍콩, 싱가포르(19.9%)에 집중되어 있다. 수입은 주로 북아메리카(40.6%), 아세안(23.3%), 중국(12.2%)이 차지했다.

### 인구
사가현의 인구는 2012년 4월 기준으로 약 84만 3천 명으로 전 도도부현 중 42위, 규슈·오키나와 지방에서는 가장 적으며 합계출산율 1.56(2002년)은 4번째로 높고 연소인구(0-15세)도 15.8%(2002년)로 3번째로 높다. 또 인구 피라미드를 보면 18세까지의 인구 비율이 비교적 높고, 20세 전후의 진학·취업에 의한 전출이 많은 것이 특징이다. 생산가능인구(16~64세)는 62.8%(2002년)로 38번째로 비중이 적다. 노인 인구(65세 이상)는 21.4%(2002년)로 전년 대비 21번째로 중위에 있다. 평균수명은 남녀간에 차이가 있으며 남성은 78.31세·동 32번째로 국내 평균인 78.79세보다 짧고, 여성은 86.04세·동 17번째로 국내 평균 85.75세보다 길다(2005년 도도부현별 생명표).
현 인구는 전쟁 전의 60만 명대에서 제1차 베이비붐을 거쳐 1954년경에 97만 7,000명으로 정점을 맞았으나, 고도경제성장의 진전과 함께 급속히 감소해 1973년에는 82만 2,000명으로 바닥을 쳤다. 그 후 완만하게 회복되어 80만 명대의 절반을 추이했으며 1990년대 후반 이후에는 계속 감소하고 있다. 또한 2007년의 추계에 따르면 2020년에 80.4만 명, 2035년에 71.2만 명으로 감소할 것으로 예상되고 있다. 인구 감소와 저출산 고령화가 진행되고 있지만, 출생률이 높기 때문에 그 진행 속도는 비교적 완만하다.
인구가 많은 것은 사가시(약 24만 명), 가라쓰시(약 13만 명), 도스시(약 7만 명) 등이지만, 중소 규모의 도시가 많이 점재해 경제적·인구적으로 구심력이 강한 도시가 없다는 특징이 있다. 현 면적의 3분의 1을 차지하는 남동부의 사가 평야에 현 인구의 반수인 40만 명이 살고, 현계탄 연안이나 기시마 구릉의 분지에도 인구 집적이 있다. 평지에 편중된 것을 제외하면 인구 분포에 큰 편중은 없다.2005년의 국세조사에 의하면, 총인구에서 차지하는 DID(인구 집중 지구) 인구의 비율이 28.4%로 시마네현에 이어 47 도도부현 중 2번째로 낮고, 인구가 도시에 치우치지 않고 비교적 분산되어 있는 것을 알 수 있다.

사가현의 시정촌 인구 증감률 분포도(2005년도와 2010년도 센서스에서 산출되었다.)
증가
5.0 - 7.49 %
2.5 - 4.99 %
0.0 - 2.49 %
감소
0.0 - 2.5 %
2.5 - 5.0 %
5.0 - 7.5 %
7.5 - 10.0 %

| 증가 5.0 - 7.49 % 2.5 - 4.99 % 0.0 - 2.49 % | 감소 0.0 - 2.5 % 2.5 - 5.0 % 5.0 - 7.5 % 7.5 - 10.0 % |

### 인구 추이
2021년 7월 1일 기준으로 807,323명까지 감소하였으며 사가현의 인구 감소는 일본 내에서도 심각한 수준에 속한다. 그래도 증가하는 지역은 몇몇 있긴 하므로 심각한 수준은 아니다.
1920년～2010년도의 현 인구 추이

총계[단위 명]
| 면적   | 인구    | 인구 |
| ------ | ------- | ---- |
| 1920년 | 673,895 |      |
| 1925년 | 684,831 |      |
| 1930년 | 681,565 |      |
| 1935년 | 686,117 |      |
| 1940년 | 701,517 |      |
| 1947년 | 917,797 |      |
| 1950년 | 945,082 |      |
| 1955년 | 973,749 |      |
| 1960년 | 942,874 |      |
| 1965년 | 871,875 |      |
| 1970년 | 838,468 |      |
| 1975년 | 837,674 |      |
| 1980년 | 865,574 |      |
| 1985년 | 880,013 |      |
| 1990년 | 877,851 |      |
| 1995년 | 884,316 |      |
| 2000년 | 876,654 |      |
| 2005년 | 866,369 |      |
| 2010년 | 849,709 |      |

## 교육
- 사가 대학

## 교통

### 공항
- 사가 공항

### 철도
- 규슈 여객철도
  - 가고시마 본선
  - 나가사키 본선
  - 사세보선
  - 지쿠히선
  - 가라쓰선

- 마쓰우라 철도
  - 니시큐슈선

- 아마기 철도
  - 아마기선

### 도로
- 고속도로
  - 나가사키 자동차도
  - 규슈 자동차도
  - 니시큐슈 자동차도

- 국도
  - 국도 제3호선
  - 국도 제34호선
  - 국도 제35호선
  - 국도 제202호선
  - 국도 제203호선
  - 국도 제204호선 (일본)(일본어판)
  - 국도 제207호선 (일본)(일본어판)
  - 국도 제208호선 (일본)(일본어판)
  - 국도 제263호선 (일본)(일본어판)
  - 국도 제264호선
  - 국도 제323호선 (일본)(일본어판)
  - 국도 제382호선
  - 국도 제383호선 (일본)(일본어판)
  - 국도 제385호선 (일본)(일본어판)
  - 국도 제444호선 (일본)(일본어판)
  - 국도 제498호선 (일본)(일본어판)
  - 국도 제500호선 (일본)(일본어판)

### 버스
- 니시테쓰 버스 사가
- 사이히 자동차

## 문화
아리타, 이마리, 가라쓰에서는 아름다운 도자기가 만들어지는 것으로 유명하다.

## 관광

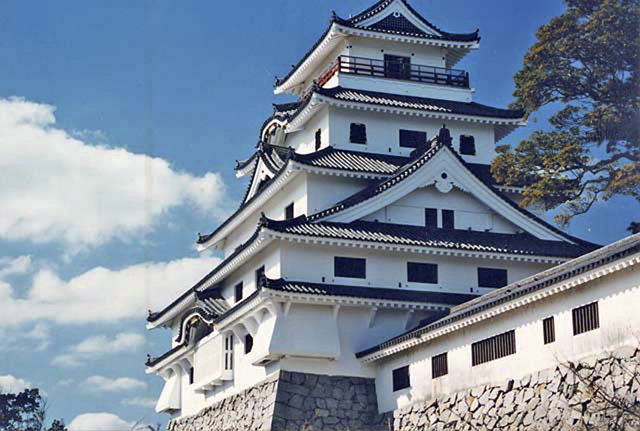
가라쓰성

가라쓰성은 인기 있는 관광지이다. 요시노가리의 야요이 시대의 마을 또한 많은 관광객들을 불러모으고 있다. 요토쿠 이나리 신사는 일본의 3대 이나리 신사의 하나이다.

## 같이 보기
- 사가번
- 사가의 난